# Echimyidae
Los equímidos (Echimyidae) son una familia de roedores histricomorfos distribuida en Centroamérica, Sudamérica y Antillas.
La mayoría de sus integrantes se distribuyen en regiones húmedas y arboladas, principalmente en la Cuenca del Amazonas y Mata Atlántica, otros habitan ambientes abiertos y áridos, tales como Caatinga, Cerrado, Pantanal y Pampas. Son casi exclusivamente herbívoras; la mayoría son arborícolas, otras son terrestres, semiacuáticas y cavadoras.

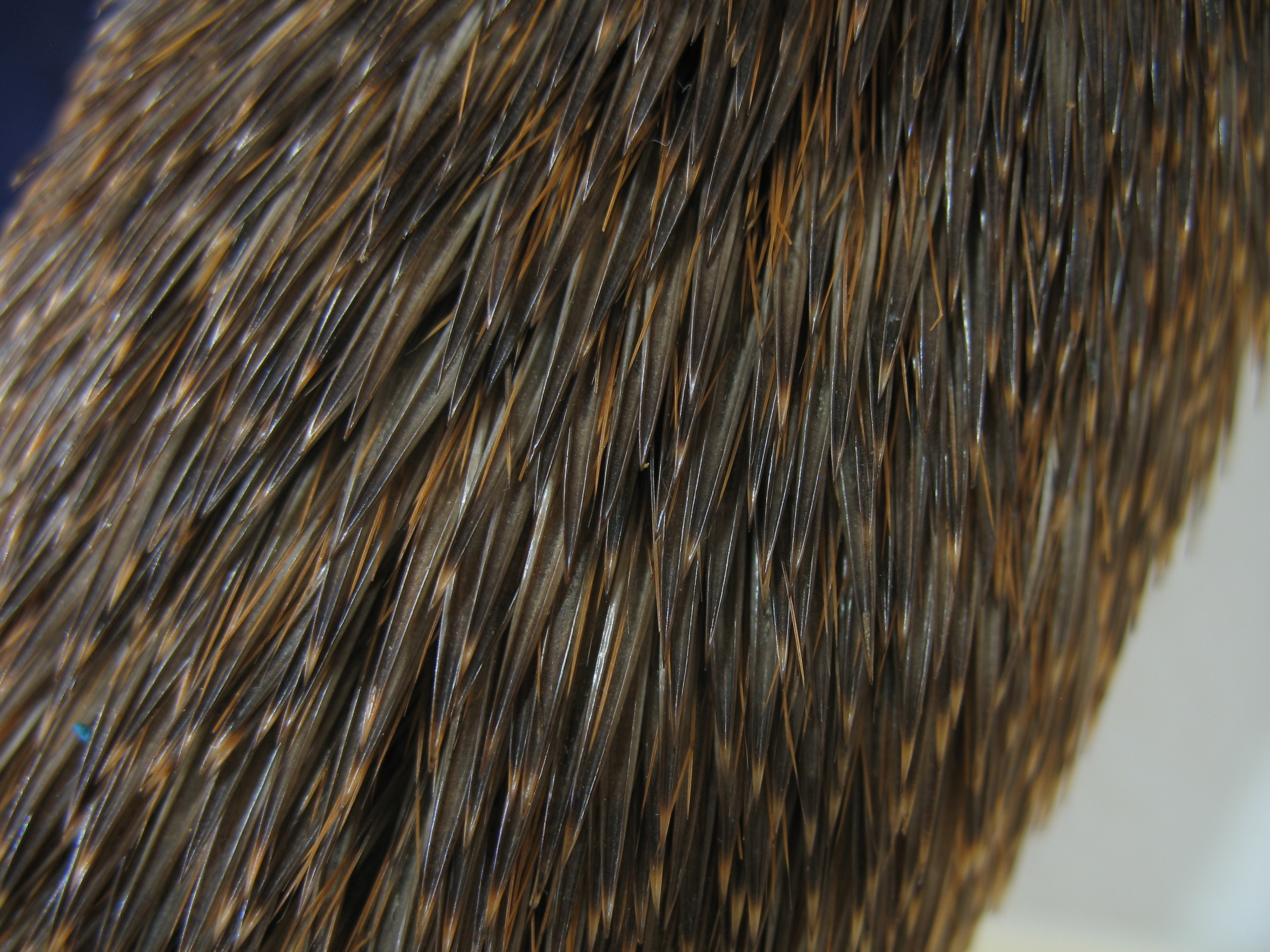
Algunos pelos de la rata espinosa Mesomys (Echimyidae) transformados en espinas.

Algunas tienen pelos rígidos o transformados en espinas, que les sirven de protección. Muchos equímidos pueden desprenderse de su cola cuando son atacados; esta acción confunde a los depredadores el tiempo suficiente para que el animal se escape, pero la cola no puede regenerarse.

## Taxonomía
- Géneros basales
  - †Cercomys
  - †Maruchito
  - †Paulacoutomys
  - †Willidewu
  - Subfamilia †Adelphomyinae
    - †Adelphomys
    - †Deseadomys
    - †Paradelphomys
    - †Quebradahondomys[5]
    - †Stichomys
    - †Xylechimys

  - Subfamilia †Heteropsomyinae
    - †Boromys
    - †Brotomys
    - †Heteropsomys
    - †Puertoricomys

  - †Subfamilia Eumysopinae
    - †Acarechimys
    - †Chasichimys
    - †Eumysops
    - †Palaeoechimys
    - †Pampamys
    - †Pattersomys
    - †Protacaremys
    - †Protadelphomys
    - †Sallamys

  - Subfamilia Euryzygomatomyinae
    - Carterodon (género de transición con Capromyinae)
    - Clyomys
    - Euryzygomatomys
    - Trinomys

  - Subfamilia Capromyinae
  - Subfamilia Echimyinae
    - Tribu Myocastorini
    - Tribu Echimyini
      - Dactylomys - Coro-coros, toró
      - Kannabateomys - Ratón de Taquara
      - Olallamys
      - Diplomys Thomas, 1916
      - Echimys G. Cuvier, 1809 - Ratas espinosas arbóreas
      - Isothrix Wagner, 1845 - Torós
      - Leiuromys Emmons & Fabre, 2018
      - Makalata Husson, 1978
      - Pattonomys Emmons, 2005
      - Phyllomys Lund, 1839 - rato-sauiá
      - Santamartamys Emmons, 2005
      - Toromys Iack-Ximenes, Vivo & Percequillo, 2005
      - Lonchothrix
      - Mesomys

El puercoespín espinoso Chaetomys subspinosus (subfamilia Chaetomyinae), se incluye con frecuencia en esta familia por las características de sus premolares. Sin embargo, diversos expertos lo clasifican como parte de la familia Erethizontidae.
Algunos han incluido en esta familia al coipo (Myocastor coypus), dentro de la subfamilia Myocastorinae o tribu Myocastorini, pero otros lo separan dentro de una familia diferente, Myocastoridae.